# Пут око света (филм)
Пут око света је југословенски филм из 1964. године. Сценарио филма заснован је на делу Бранислава Нушића Пут око света Јованче Мицића.

## Кратак садржај
На своме путу око света, Јованча Мицић, трговац из Јагодине, доживљава многе авантуре и учествује у догађајима у земљама у којима борави. У Пешти се фиктивно жени, на Дивљем западу је жртва напада на поштанска кола и постаје шериф. Затим постаје заробљеник гусара, бива међу купцима девојака на двору у Кини, у харему у Персији... и најзад се тријумфално враћа у Јагодину.

## Улоге
| Глумац                       | Улога                     |
| ---------------------------- | ------------------------- |
| Миодраг Петровић Чкаља       | Јованче Мицић             |
| Раде Марковић                | Црногорац                 |
| Дара Чаленић                 | Јулишка                   |
| Вера Ђукић                   | Перса, Јованчина жена     |
| Михајло Бата Паскаљевић      | Телеграфиста Мика         |
| Оливера Марковић             | Џени Ли певачица у Салуну |
| Оливера Катарина             | Ребека                    |
| Велимир Бата Живојиновић     | Сава Цветковић            |
| Мића Томић                   | Мандарин Во-Ки            |
| Северин Бијелић              | Шериф                     |
| Драган Лаковић               | Возач дилижансе           |
| Властимир „Ђуза“ Стојиљковић | Изасланик                 |
| Љубиша Бачић                 | Изасланик                 |
| Миодраг Поповић Деба         | Изасланик                 |
| Чедомир Петровић             | Шегрт Наче                |
| Радивоје Лола Ђукић          | Детектив                  |
| Душан Јакшић                 | Илија                     |
| Власта Велисављевић          | Бен-Саид                  |
| Рената Улмански              | Ла-Ло                     |
| Душан Почек                  | Цио-Ци                    |
| Душан Крцун Ђорђевић         |                           |
| Анка Врбанић                 | Певачица у збору          |
| Љубица Секулић               |                           |
| Петар Обрадовић              | Диригент збора            |
| Дирјана Дојић                |                           |
| Ксенија Цонић                | Плесачица у харему        |